# Gazelle (entreprise)
Pour les articles homonymes, voir Gazelle (homonymie).
Gazelle était une entreprise japonaise de développement de jeux vidéo, fondée en 1995[réf. nécessaire].

## Description
Gazelle a été fondée par le programmeur Tatsuya Uemura, le graphiste  Junya Inoue, Mikio Yamaguchi, Kaneyo Oohira, et Yoshitatsu Sakai, tous d'anciens emplyés de la société Toaplan (un studio spécialisé dans le shoot them up) alors en faillite. Seul Tsuneki Ikeda a refusé de les suivre pour rejoindre Cave. Selon Tatsuya Uemura, le CEO de Toaplan a déclaré avoir vendu les droits des jeux de Toaplan à Gazelle et Eighting. Uemura doute cependant de la légalité de la procédure.
Durant son existence, Gazelle développe trois jeux pour le compte de Banpresto sur le système d'arcade Cave 1st Generation de la société Cave : Pretty Soldier Sailor Moon, Air Gallet et Quiz Bishoujo senshi Sailor Moon. Le studio s'est aussi chargé d'une compilation de jeux Toaplan : Toaplan Shooting Battle 1, ainsi que du portage de Batsugun sur Saturn.
Tatsuya Uemura, qui a quitté l'entreprise avant sa fermeture, explique dans une interview que celle-ci avait été particulièrement tragique, au point que le sujet était encore tabou aujourd'hui. À la suite de la fermeture, les employés rejoignent Cave et Eighting. Seul Tatsuya Uemura, qui travaille sur d'autres projets (un puzzle game puis un shooting game) avec Yuge, un ancien de Toaplan, rejoint Cave seulement quelque temps après.

## Liste des jeux
| Titre                                        | Développeur       | Éditeur   | Système             | Genre         | Date |
| -------------------------------------------- | ----------------- | --------- | ------------------- | ------------- | ---- |
| Pretty Soldier Sailor Moon                   | Gazelle           | Banpresto | Cave 1st Generation | beat them all | 1995 |
| Toaplan Shooting Battle 1                    | Toaplan / Gazelle | Banpresto | PlayStation         | Shoot them up | 1996 |
| Batsugun                                     | Toaplan / Gazelle | Banpresto | Saturn              | Shoot them up | 1996 |
| Air Gallet                                   | Gazelle           | Banpresto | Cave 1st Generation | Shoot them up | 1996 |
| Quiz Bishoujo senshi Sailor Moon             | Gazelle           | Banpresto | Cave 1st Generation | Quiz          | 1997 |
| Mad Science Love (ou マッドサイエンス・ラヴ) | Gazelle           | Gazelle   | Windows             | Eroge         | 2001 |
| 海の女神 空の女神                            | Gazelle           | Gazelle   | Windows             | Eroge         | 2002 |